# Vincent Henderson
Vincent Henderson (né le 20 octobre 1972) est un athlète américain, spécialiste des épreuves de sprint. 

## Biographie
Il remporte la médaille d'or du 100 m et du relais 4 × 100 m lors de l'Universiade d'été de 1997, à Catane.
Le 9 août 1998, à Leverkusen , il franchit la barrière des dix secondes au 100 m en établissant le temps de 9 s 95 (+ 0,8 m/s).

### Palmarès
| Date | Compétition       | Lieu   | Résultat | Épreuve   | Performance |
| ---- | ----------------- | ------ | -------- | --------- | ----------- |
| 2001 | Universiade d'été | Catane | 1er      | 100 m     | 10 s 22     |
| 2001 | Universiade d'été | Catane | 1er      | 4 × 100 m | 38 s 48     |

### Records
| Épreuve | Performance | Lieu       | Date          |
| ------- | ----------- | ---------- | ------------- |
| 100 m   | 9 s 95      | Leverkusen | 9 août 1998   |
| 200 m   | 20 s 17     | Walnut     | 21 avril 1996 |